# 新ロマン主義
新ロマン主義（しんろまんしゅぎ、英: Neo-romanticism、独: Neoromantismus、仏: Néoromantisme）は、西洋文学史ならびに西洋美術史の長期に渡るさまざまな運動を包摂する概念。特に後期ロマン主義とほぼ同義で、ダルハウスがグスタフ・マーラーのような19世紀後半から20世紀初頭の作曲家に関して用いた用語であり、前衛的なモダニズムの意匠を拒絶ないし断念した現代の作曲家を意味した。

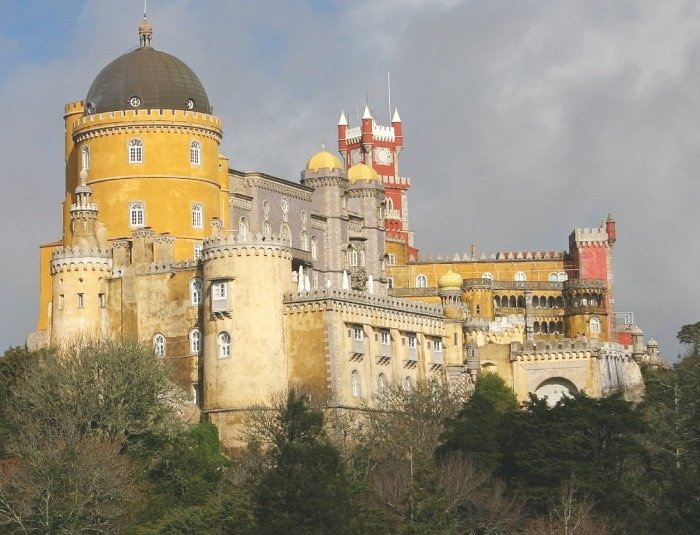
ポルトガル、シントラのペーナ宮殿はおそらく最も重要な新ロマン主義建築の参照事例である。

## 19世紀後半から20世紀初頭
新ロマン主義は自然主義の対立概念として考案された。芸術における自然主義は外部の観察を強調するのに対し、新ロマン主義は感覚や内的な観察を付言した。これらの芸術家はロマン主義時代の芸術家や、歴史的な田園風景から受ける場の感覚から着想を得る傾向がある。そして一般に機械や新都市や損得勘定にまみれた「醜い」現代世界に拒否反応を示す。特徴的なテーマは完全な愛やユートピア的な光景、荒廃から復興した自然、ロマンティックな死、歴史的な景観といったものへの憧憬である。新ロマン主義はしばしば、あまりにも偏狭であり、あまりにも比喩的な絵画や美意識へ偏向しており、あまりに直観に頼りすぎ、観念的・理論的な芸術理解に対しあまりにも懐疑的であり、そして過去や理想化された／精神的な／おどろおどろしい光景への偏愛があまりにも強すぎるとして、批判の対象となる。より説得力のある批判としては、新ロマン主義には現代世界が内包している諸悪に関する充分な概念が欠落しているというものがある。
新ロマン主義には、ナショナル・ロマンティシズムを称揚する傾向が少なからず見られる。これは特に両世界大戦後の数十年において見られた現象である。

## イギリス

### 1880年 - 1910年
イギリスでは、1880年ごろから1910年ごろにかけて新ロマン主義が大きく現われた。以下の諸項を参照。
- ルイス・キャロル
- ジョン・ラスキン
- エドワード・エルガー
- ジェラード・マンリ・ホプキンス
- レイフ・ヴォーン・ウィリアムズ
- アーツ・アンド・クラフツ運動の耽美主義
- ウィリアム・モリス
- 象徴主義
- ウィリアム・バトラー・イェイツ
- ラドヤード・キップリング
- A・E・ハウスマン (A. E. Housman)
- ゴシック・リヴァイヴァル建築
- 写真におけるピクトリアリスム

### 1930年 - 1955年
1920年代には、F・L・グリッグス (F. L. Griggs) などの芸術家がロマン主義の先達による作品の再評価・再発見を行なっていた。その対象となったのは、ロマン主義盛期のサミュエル・パーマー (Samuel Palmer) やウィリアム・ブレイクらによる作品から、1880年代から1910年代にかけて花開いた新ロマン主義の作品までである。この動きが1930年から1955年にいたる大恐慌と戦争期における中興のきっかけとなった。この時期に見られる作品をものしたのは、ジョン・パイパー (John Piper) 、ジョン・タナード (John Tunnard) 、デヴィッド・ジョーンズ (David Jones) 、グレアム・サザランド (Graham Sutherland) 、ジョン・クラクストン (John Craxton) 、ジョン・ミントン (John Minton) 、スタンリー・スペンサー (Stanley Spencer) 、エリック・ラヴィリオス (Eric Ravilious) 、ロビン・タナー (Robin Tanner) といった芸術家や、
ジョン・クーパー・ポーイス (John Cowper Powys) 、J・R・R・トールキン、マーヴィン・ピーク、C・S・ルイス、アーサー・マッケン、T・H・ホワイト (T. H. White) 、ディラン・トーマス、ジェフリー・グリグソン (Geoffrey Grigson) 、ハーバート・リードといった作家、ハンフリー・ジェニングス (Humphrey Jennings) やパウエル＝プレスバーガー (Powell and Pressburger) といった映画作家、そしてエドウィン・スミス (Edwin Smith) 、ロジャー・メイン (Roger Mayne) 、ジョン・ディーキン (John Deakin) といった写真家たちである。こうした傾向の作品の多くは第二次世界大戦中のイギリスの銃後の様子を記録しておこうとする試みから生まれており、戦時における国家の伝統に関する時宜的で有用でもあるロマンティックな幻想を提供しうるものであった。

### 1955年 - 1975年
新ロマン主義は美術界では軽視されており、その一方で1950年代から1970年代にかけては、文化自由会議を通じて国家の奨励を受けた抽象表現主義やウォーホル的なポップアートの波がアメリカを席巻した。しかしエコロジーが広く認知されてくるにおよび、1970年代半ばから後半にかけて「大地へ帰れ」運動が湧き起こった。これにともない、 Resurgence 誌などの雑誌による紹介を通じて新ロマン主義の作品が改めて再発見・再評価されはじめた。これに先立ち、新ロマン主義はイギリスの詩壇に根強く残っており、例えばヴァーノン・ワトキンス (Vernon Watkins) やローリー・リー (Laurie Lee) の作品、テッド・ヒューズによる頌歌などによってディラン・トーマスの名声が死後ますます高まっていた。この時期のシリアスなSFやファンタジー作品に新ロマン主義の影響を見ることもできる。またこの時期の芸術家として、超自然的なテーマやフォークソングへ傾倒し、「無垢の少年」というモチーフを用いたベンジャミン・ブリテンが特筆に価する。

### 1975年 - 現在
新ロマン主義の流れは、今日でもイギリスのアンダーグラウンドに脈々と続いている。主要な美術家にはアラン・レイノルズ (Alan Reynolds) 、グレアム・オーヴェンデン (Graham Ovenden) らの田園主義者 (Ruralists) 、クリストファー・バックロー (Christopher Bucklow) 、ロバート・レンキェヴィチュ (Robert Lenkiewicz) 、アンドリュー・ローガン (Andrew Logan) 、イアン・ハミルトン・フィンレイ (Ian Hamilton Finlay) 、また写真家のサイモン・マースデン (Simon Marsden) 、作家のアンジェラ・カーター (Angela Carter) 、ラッセル・ホーバン (Russell Hoban) 、テッド・ヒューズ、ポーリン・スタイナー (Pauline Stainer) 、ピーター・アクロイド (Peter Ackroyd) などがおり、デレク・ジャーマンの諸作品（The Garden や The Angelic Conversation など）にもその影響が強く見られる。
新ロマン主義の流れは、1970年代から1980年代のイギリスの児童文学にも色濃く見ることができる（アラン・ガーナーなど）。
また1945年以降のイギリスの写真芸術にもこの傾向が見られる。フェイ・ゴドウィン (Fay Godwin) 、ジェームズ・ラヴィリオス (James Ravilious) 、レイモンド・ムーア (Raymond Moore) 、アンディー・ゴールズワージーなどがその代表的な存在として挙げられる。

## ヨーロッパ
- クヌート・ハムスン（ノルウェー）
- 象徴主義（ヨーロッパ全土）
- ベルナール・フォコン（Bernard Faucon 、フランス）
- オデッセアス・エリティス（ギリシア）
- バルテュス（フランス）
- シーグルズル・ノルダル（アイスランド）
- ビセンテ・アレイクサンドレ（スペイン）
- アントン・ブルックナー（オーストリア）
- ワンダーフォーゲル運動（ドイツ）
- モデルニスモ

アルトゥル・ショーペンハウアーの美学的哲学が、特にヨーロッパにおける新ロマン主義的な思想に大きく寄与した。

## ロシアと東欧
- ウラジミール・コロトケヴィチ（Uladzimir Karatkevich 、ベラルーシ）
- 若きポーランド（ポーランド語版、英語版）（Young Poland ポーランド）
- スタニスラフ・プシビシェフスキー（Stanislaw Przybyszewski 、ポーランド）
- ベルマン兄弟（Berman brothers 、ロシア）
- パーヴェル・チェリチェフ（Pavel Tchelitchew 、ロシア）

## アメリカ合衆国
- ジョージ・シルヴェスター・ヴィエレック (George Sylvester Viereck)
- イマジズム (Imagism)
- マックスフィールド・パリッシュ
- アレン・ギンズバーグとビートニクの詩人
- マイナー・ホワイト (Minor White) の写真
- ジョセフ・コーネル (Joseph Cornell)
- ジョン・クロウリー (John Crowley) の小説『リトル、ビッグ』 ("Little, Big")
- ガイ・ダヴェンポート (Guy Davenport) のフーリエ主義的短編小説
- ジャステーィン・カーランド (Justine Kurland) の写真
- ハキム・ベイ (Hakim Bey) のTAZ（Temporary Autonomous Zone 、一時的自律領域）とエッセイSummer Land
- ジム・モリソン

ランド・アートまたは環境芸術 (Environmental art) と呼ばれる、主としてアメリカの彫刻芸術運動（大規模な大地の動きから枯葉や苔によって作られるはかない作品まで）は、風景への再帰という点で新ロマン主義と通底している。

## 大衆文化
現代の大衆文化には、ゴシックがかった新ロマン主義の変種が多く見られ、しばしば若者受けを狙っている。この現象の中心地はイングランドとドイツにある。例としては、ファンタジーRPG（ダンジョンズ&ドラゴンズなど）、1970年代のグラム・ロック（マーク・ボランなど）、ゴシック・メタル（サイレニア (Sirenia) など）、ヘヴィロック（エヴァネッセンスなど）がある。ゴシックサブカルチャーには、ジェラルド・ブロム (Gerald Brom) やViona Ielegemsといったヴィジュアル・アーティストに加えて、ダイネ・ラカイーン (Deine Lakaien) やデッド・カン・ダンスといったバンドが含まれる。